# Gobernación de Olónets
La gobernación de Olonets (Олонецкая губерния) era una división administrativa del Imperio ruso, y después brevemente de la RSFS de Rusia, con para capital la ciudad de Petrozavodsk. Creada en 1801, la gobernación existió hasta 1922 y se repartió entre la comuna proletaria de Carelia y la gobernación de Vólogda.

## Historia
La gobernación de Olonets fue creada en 1801 como sucesora de la provincia de Olonets creada en 1773, cuya capital pasó de Olonets a Petrozavodsk en 1782. En 1920, una gran parte del territorio de la gobernación fue integrada a la comuna proletaria de Carelia (predecesora de la República Autónoma Socialista Soviética de Carelia) y en 1922 la gobernación fue suprimida.

## Geografía

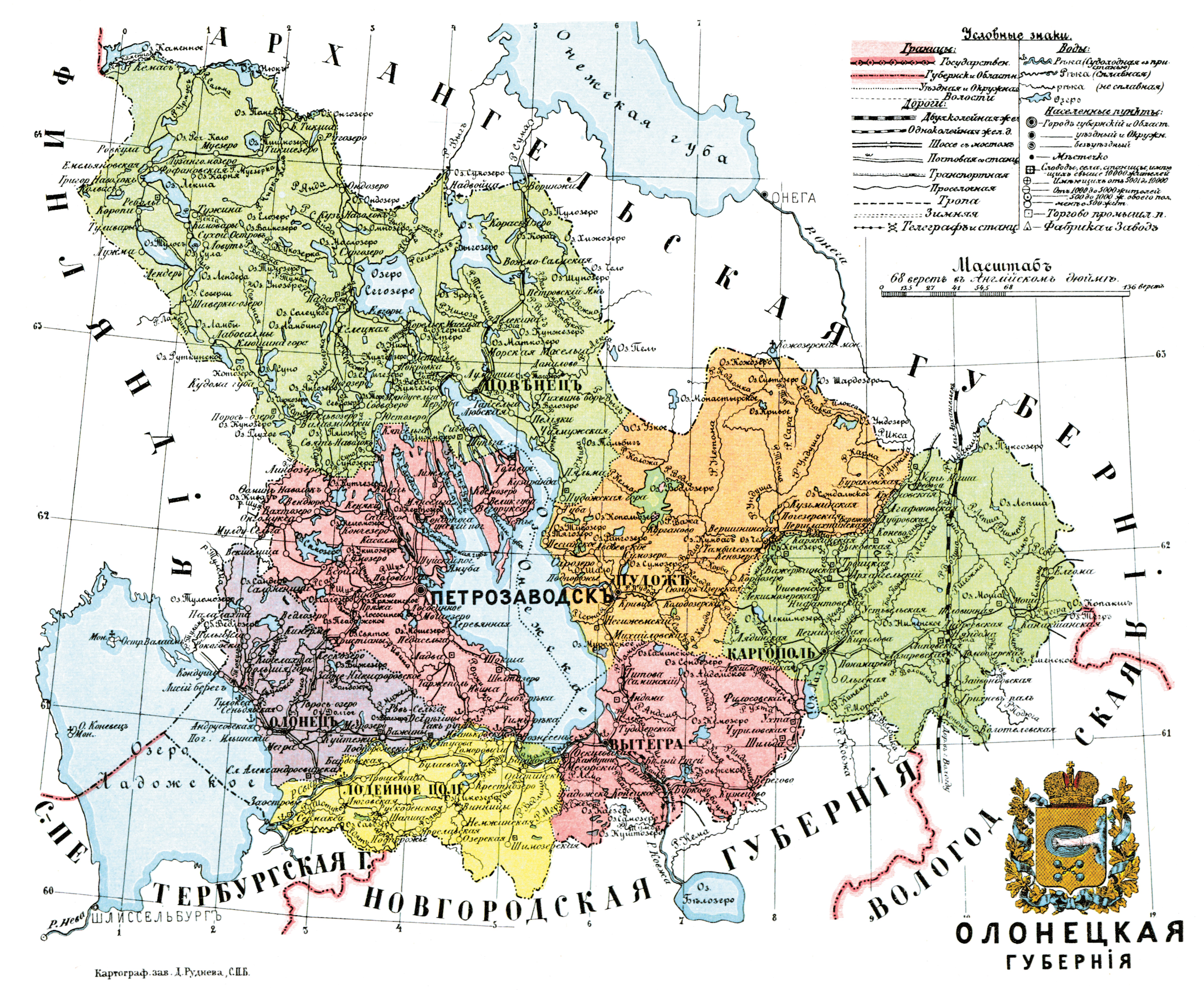
Gobernación de Olonets en 1913.

La gobernación de Olónets limitaba al norte por el gobernación de Arcángel y, en el sentido de las agujas de un reloj, por las de Vólogda, Nóvgorod, San Petersburgo, Víborg, Kuopio y de Uleåborg.
El territorio de la gobernación se encuentra hoy día repartida en las óblasts de Vólogda, Arcángel, Leningrado y la República de Carelia.

## Subdivisiones administrativas
De 1802 a 1924, la gobernación de Olonets estaba dividida en siete uyezds: Výtegra, Kárgopol, Lodéinoye Pole, Olonets, Petrozavodsk, Povenéts y Púdozh.

## Población
En 1897, la población de la gobernación era de 364 156 habitantes, de los cuales 78,2 % eran rusos, 16,3% eran carelios y 4,4% eran vepses.
- Datos: Q2045591
- Multimedia: Olonets Governorate / Q2045591